# Liste des épisodes de Smallville

Cette page présente la liste des épisodes de la série télévisée Smallville.

## Première saison (2001-2002)
Elle a été diffusée à partir du 16 octobre 2001 sur The WB, aux États-Unis.
1. Bienvenue sur Terre (Pilot)
2. Métamorphoses (Metamorphosis)
3. Tête brûlée (Hothead)
4. Sosies (X-Ray)
5. Corps de glace (Cool)
6. Prédictions (Hourglass)
7. Faim de loup (Craving)
8. Niveau -3 (Jitters)
9. Sur le fil du rasoir (Rogue)
10. Transparences (Shimmer)
11. Une poigne d'enfer (Hug)
12. Un homme ordinaire (Leech)
13. Passe-murailles (Kinetic)
14. Les Fantômes du passé (Zero)
15. Nicodemus (Nicodemus)
16. Pensées secrètes (Stray)
17. Cendres (Reaper)
18. Les Abeilles tueuses (Drone)
19. Télékinésie (Crush)
20. Loin des yeux (Obscura)
21. Avis de tempête (Tempest)

## Deuxième saison (2002-2003)
Elle a été diffusée à partir du 24 septembre 2002 sur The WB, aux États-Unis.
1. Dans l'œil du cyclone (Vortex)
2. Regard de braise (Heat)
3. Duplicité (Duplicity)
4. Rouge (Red)
5. De l'ombre à la lumière (Nocturne)
6. Nos plus belles années (Redux)
7. A.D.N. (Lineage)
8. Ryan (Ryan)
9. Dichotomie (Dichotic)
10. Le Mythe des origines (Skinwalkers)
11. Le Retour du héros (Visage)
12. Affaire de famille (Insurgence)
13. Suspects (Suspects)
14. Adrénaline (Rush)
15. Le Fils prodigue (Prodigal)
16. Agent toxique (Fever)
17. Dernier espoir (Rosetta)
18. Le Visiteur (Visitor)
19. Chevalier servant (Precipice)
20. À force égale (Witness)
21. Accélération (Accelerate)
22. Le grand jour approche (Calling)
23. L'Exil (Exodus)

## Troisième saison (2003-2004)
Le 25 mars 2003, la série a été renouvelée pour une troisième saison, diffusée à partir du 1er octobre 2003 sur The WB, aux États-Unis.
1. Le Sang des héritiers - 1re partie (Exile)
2. Le Sang des héritiers - 2e partie (Phoenix)
3. Le Justicier (Extinction)
4. Prisonnier de ses rêves (Slumber)
5. Incontrôlable (Perry)
6. La Fureur de vivre (Relic)
7. L'Aimant humain (Magnetic)
8. Paranoïa (Shattered)
9. Électrochocs (Asylum)
10. Murmures (Whisper)
11. Mes meilleurs ennemis (Delete)
12. L'Autre monde (Hereafter)
13. À fond la caisse (Velocity)
14. Âmes sœurs (Obsession)
15. Résurrection (Resurrection)
16. Futur antérieur (Crisis)
17. Le Pacte (Legacy)
18. Le Prix de la vérité (Truth)
19. La Mémoire dans la peau (Memoria)
20. Légende (Talisman)
21. Le Chantage (Forsaken)
22. Destinées (Covenant)

## Quatrième saison (2004-2005)
Le 12 avril 2004, la série a été renouvelée pour une quatrième saison, diffusée à partir du 22 septembre 2004 sur The WB, aux États-Unis.
1. Renaissance (Crusade)
2. Confrontations (Gone)
3. Beauté empoisonnée (Facade)
4. Fou d'amour (Devoted)
5. Sans limite (Run)
6. Dans la peau d'un autre (Transference)
7. La Force des mots (Jinx)
8. Les trois sorcières (Spell)
9. De père en fils (Bound)
10. Peur panique (Scare)
11. Seul (Unsafe)
12. Désignée coupable (Pariah)
13. Jeu dangereux (Recruit)
14. Entre chien et loup (Krypto)
15. Dans l'enfer de Shanghaï (Sacred)
16. Lucy (Lucy)
17. Lex contre Lex (Onyx)
18. De corps en corps (Spirit)
19. Amnésie (Blank)
20. L'Enfant qui venait d'ailleurs (Ageless)
21. À jamais (Forever)
22. Chaos (Commencement)

## Cinquième saison (2005-2006)
Elle a été diffusée à partir du 29 septembre 2005 sur The WB, aux États-Unis.
1. Simple mortel (Arrival)
2. Haute trahison (Mortal)
3. Sacrifice (Hidden)
4. Aquaman (Aqua)
5. Le Bal des vampires (Thirst)
6. Un vieil ami (Exposed)
7. À cran (Splinter)
8. Pris au piège (Solitude)
9. L'Esprit de Noël (Lexmas)
10. Fanatique (Fanatic)
11. Engrenage (Lockdown)
12. Pour le meilleur et pour le pire (Reckoning)
13. L'Ange de la vengeance (Vengeance)
14. Possédée (Tomb)
15. Le Cyborg (Cyborg)
16. Hypnose (Hypnotic)
17. L'Au-delà (Void)
18. Sœur de cœur (Fragile)
19. Aucune pitié (Mercy)
20. Invisible (Fade)
21. Oracle (Oracle)
22. L'Hôte du diable (Vessel)

## Sixième saison (2006-2007)
Le 24 janvier 2006, lors du dévoilement du réseau The CW, il a été annoncé que la sixième saison de la série y sera diffusée, à partir du 28 septembre 2006 aux États-Unis.
1. L'Apocalypse (Zod)
2. Sous surveillance (Sneeze)
3. Paradis perdu (Wither)
4. L'Archer vert (Arrow)
5. Post mortem (Reunion)
6. Le Duel (Fallout)
7. Indestructible (Rage)
8. Fréquence interdite (Static)
9. Sous terre (Subterranean)
10. Eaux troubles (Hydro)
11. Les cinq fantastiques (Justice)
12. Juste une illusion (Labyrinth)
13. Loïs et Clark (Crimson)
14. Harcèlement (Trespass)
15. Le Cobaye (Freak)
16. Le Mariage (Promise)
17. L'Homme d'acier (Combat)
18. Manipulation (Progeny)
19. Némésis (Nemesis)
20. Un grand classique (Noir)
21. Projet Ares (Prototype)
22. Révélation (Phantom)

## Septième saison (2007-2008)
Le 15 mai 2007, la série a été renouvelée pour une septième saison diffusée depuis le 27 septembre 2007 sur The CW, aux États-Unis.
1. L'Épreuve (Bizarro)
2. Première rencontre (Kara)
3. La Princesse de glace (Fierce)
4. Este Perpetua (Cure)
5. Warrior Angel (Action)
6. Le Cristal (Lara)
7. La Ruse d'Isis (Wrath)
8. L'Anneau de la victoire (Blue)
9. Gemini (Gemini)
10. Le Contrat rempli (Persona)
11. Le Cri (Siren)
12. Réminiscences (Fracture)
13. Volte-face (Hero)
14. La Prophétie (Traveler)
15. Veritas (Veritas)
16. Les Clefs du pouvoir (Descent)
17. La Colère des dieux (Sleeper)
18. Le Monde sans Clark (Apocalypse)
19. L'Arbre de sainte-kilda (Quest)
20. Par-delà le bien et le mal (Arctic)

## Huitième saison (2008-2009)
Le 3 mars 2008, la série a été renouvelée pour une huitième saison diffusée depuis le 18 septembre 2008 sur The CW, aux États-Unis.
1. L'Odyssée (Odyssey)
2. L'Esprit d'équipe (Plastique)
3. Les Fleurs du mal (Toxic)
4. Maxima (Instinct)
5. Fiançailles sous haute tension (Committed)
6. L'Ombre (Prey)
7. Identité (Identity)
8. La Zone fantôme (Bloodline)
9. Abysse (Abyss)
10. Noces de sang (Bride)
11. La Légion (Legion)
12. Prométhée (Bulletproof)
13. Invincible (Power)
14. Requiem (Requiem)
15. L'Ennemi public n°1 (Infamous)
16. Turbulences (Turbulence)
17. Fais un vœu (Hex)
18. Immortel (Eternal)
19. Talons aiguilles (Stiletto)
20. La Belle et la bête (Beast)
21. Les mains sales (Injustice)
22. Le Jugement dernier (Doomsday)

## Neuvième saison (2009-2010)
Le 24 février 2009, la série a été renouvelée pour une neuvième saison diffusée depuis le 25 septembre 2009 sur The CW, aux États-Unis.
1. Humain, trop humain (Savior)
2. Cyber force (Metallo)
3. Code rouge (Rabid)
4. Le silence est d'or (Echo)
5. Game over (Roulette)
6. Cœurs croisés (Crossfire)
7. La chute de Kandor (Kandor)
8. Alter ego (Idol)
9. Pandora (Pandora)
10. Le Mentor (Disciple)
11. L'Étoffe des héros - 1re partie (Absolute Justice Part 1: Society)
12. L'Étoffe des héros - 2e partie (Absolute Justice Part 2: Legends)
13. Icare (Warrior)
14. Tes désirs sont des ordres (Persuasion)
15. L'Envol (Conspiracy)
16. La Sorcière d'argent (Escape)
17. La Reine blanche (Checkmate)
18. L'Alliance (Upgrade)
19. Le Roi noir (Charade)
20. Le Nerf de la guerre (Sacrifice)
21. Le Livre de Rao (Hostage)
22. La Loi du plus fort (Salvation)

## Dixième saison (2010-2011)
Le 4 mars 2010, la série a été renouvelée pour une dixième et dernière saison, diffusée à partir du 24 septembre 2010 sur The CW, aux États-Unis.
1. Le Projet Cadmus (Lazarus)
2. Les Amants maudits (Shield)
3. Supergirl (Supergirl)
4. Voyage initiatique (Homecoming)
5. Un amour de Flou (Isis)
6. Les Récoltes du mal (Harvest)
7. Code d'honneur (Ambush)
8. L'Oiseau bleu (Abandoned)
9. L'Oméga (Patriot)
10. La Boîte à miroirs (Luthor)
11. La Bague au doigt (Icarus)
12. Avatars (Collateral)
13. Un pas vers la lumière (Beacon)
14. Les 7 pêchés capitaux (Masquerade)
15. Nuit d'ivresse (Fortune)
16. Le Clone (Scion)
17. L'Autre dimension (Kent)
18. Booster Gold (Booster)
19. Les Gladiateurs (Dominion)
20. L'Arc d'Orion (Prophecy)
21. Superman - 1re partie (Finale: Part 1)
22. Superman - 2e partie (Finale: Part 2)